# سپهر روزی‌طلب
سپهر روزی‌طلب (زادهٔ ۲۰ آبان ۱۳۷۲) بازیکن فوتبال ایرانی است که در پست هافبک دفاعی برای باشگاه فوتبال شمس‌آذر در لیگ برتر خلیج فارس بازی می‌کند.
از باشگاه‌هایی که وی در آنها بازی کرده‌است می‌توان به آلومینیوم هرمزگان، پدیده، پارس جنوبی، راه‌آهن، خوشه طلایی و هوادار، شهر راز ، مس کرمان و شمس آذر قزوین اشاره کرد.